# بوب ميلر (لاعب كرة قاعدة أمريكي)
بوب ميلر (بالإنجليزية: Bob Miller)‏ هو لاعب كرة قاعدة أمريكي، ولد في 18 فبراير 1939 في سانت لويس في الولايات المتحدة، وتوفي في 6 أغسطس 1993 في رانشو برناردو ‏ في الولايات المتحدة بسبب حادث مرور.

## وصلات خارجية
- بوب ميلر على موقع دوري كرة القاعدة الرئيسي (الإنجليزية)
- بوب ميلر على موقعبيزبول رفرنس.كوم (الدوري الرئيسي) (الإنجليزية)
- بوب ميلر على موقعبيزبول رفرنس.كوم (الدوري الثانوي) (الإنجليزية)
- بوب ميلر على موقع إي إس بي إن.كوم (أم.أل.بي) (الإنجليزية)
- بوب ميلر على موقع مشجعي الرسوم البيانية (الإنجليزية)